# Birnbach
Birnbach é um município localizada no distrito de Altenkirchen, na associação municipal de Verbandsgemeinde Altenkirchen, no estado da Renânia-Palatinado.

## População
| - 1815 – 140 - 1835 – 208 - 1871 – 252 - 1905 – 292 - 1939 – 307 | - 1950 – 391 - 1961 – 442 - 1970 – 423 - 1987 – 460 - 2005 – 626 |